# Infinity Tower (Brisbane)
L'Infinity Tower est un gratte-ciel résidentiel de 249 mètres construit en 2014 à Brisbane en Australie. 